# 문법의 예술

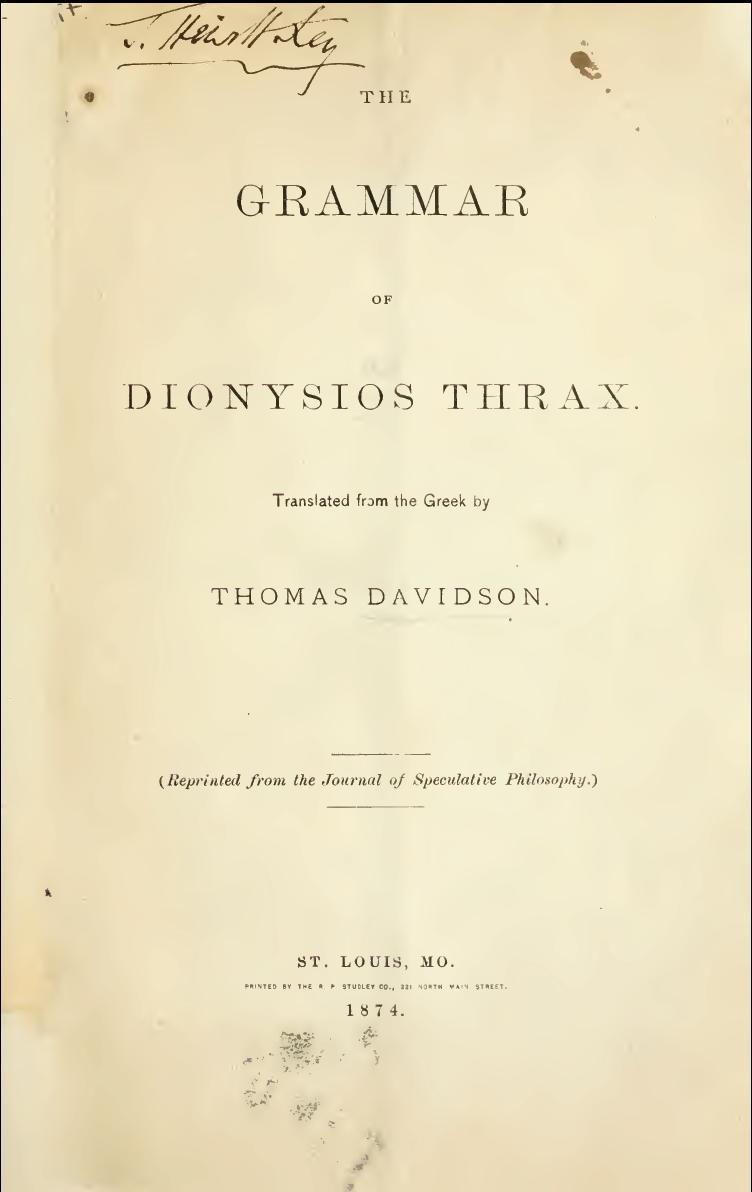

문법의 예술 (Τέχνη Γραμματική, Tékhnē grammatiké)은 기원전 2세기에 디오니시우스 트락스가 저술한 것으로 여겨지는 그리스어 문법 전문서적이다. 최초의 그리스어의 문법 연구였으며, 주로 코이네 그리스어를 구사하는 사람들에게 호메로스와 과거의 다른 위대한 시인을 이해하는 데 많은 도움이 되게 하였다.
이 책은 초대 교회 시기에 아르메니아어와 시리아어로 번역이 되었다.

## 8품사
이 책에서는 그리스 문법을 명사, 동사, 분사, 관사, 대명사, 전치사, 부사, 접속사등 8품사로 분류하였다. 이 책에서 열거된 8품사와 그 정의는 전통문법에서는 물론 현대의 언어학적 영문법까지 오랫동안 큰 영향을 미치고 있다. 또한 전통문법 이후에 등장하는 변형생성문법에서는 처음부터 품사 정의에 대한 비판이나 논의 없이 8품사를 당연한 것으로 받아들여 여러 쟁점들에 대한 논의를 진행하고 있다.,